# Maximilian zu Wied-Neuwied
Maximilian zu Wied-Neuwied (Wied-Neuwied in Heilige Roomse Rijk, 23 september 1782 - Wied-Neuwied, 3 februari 1867) was een Duitse ontdekkingsreiziger, etnoloog en natuuronderzoeker.
Hij leidde tussen 1815 en 1817 een expeditie door zuidoostelijk Brazilië met als resultaat het rijk geïllustreerde boek Reise nach Brasilien, waardoor Europeanen voor het eerst levensechte afbeeldingen te zien kregen van de Braziliaanse indianen. Het werk werd in diverse talen vertaald en gold in het begin van de 19de eeuw als de beste bijdrage aan de kennis over dit land.
Daarna maakte hij reizen door Noord-Amerika waarbij hij werd vergezeld door de Zwitserse kunstschilder Karl Bodmer. Zu Wied verzamelde een enorme hoeveelheid etnografisch interessante voorwerpen en natuurhistorische specimens waaronder zowel planten als dieren.

## Biografie

### Opleiding en diensttijd
Zu Wied was de kleinzoon van de regerend graaf (na 1784 prins) Johann Friedrich Alexander van Wied-Neuwied. Zu Wied kwam onder de invloed van twee bekende figuren die een rol speelden in de Europese Verlichting: Johann Friedrich Blumenbach, een antropoloog en anatoom bij wie hij biologische antropologie studeerde en de ontdekkingsreiziger Alexander von Humboldt die zijn mentor was.
Hij deed van 1800 tot 1815 dienst in het Pruisische leger tijdens de napoleontische oorlogen en klom op tot de rang van majoor van de huzaren.

### Reis naar Brazilië
Van 1815 tot 1817 leidde hij een expeditie door het zuidoosten van Brazilië. Daar trof hij de indianen van onder andere de stammen Botokuden en Pataxo. Hij was de eerste die in detail over hen verslag deed. Hij ontdekte ruïnes en in het stroomgebied van de rivier de Doce trok hij door het regenwoud waar hij na een moeizame reis de deelstaat Minas Gerais bereikte. Hij moest om gezondheidsredenen de expeditie verlaten. Hij werd onterecht verdacht en gevangengenomen en ook nog eens beroofd van een groot deel van zijn collectie specimens. In mei 1817 lukte het hem in te schepen richting Duitsland en onderweg begon hij aan het schrijven van zijn reisverslagen die later als boeken verschenen.

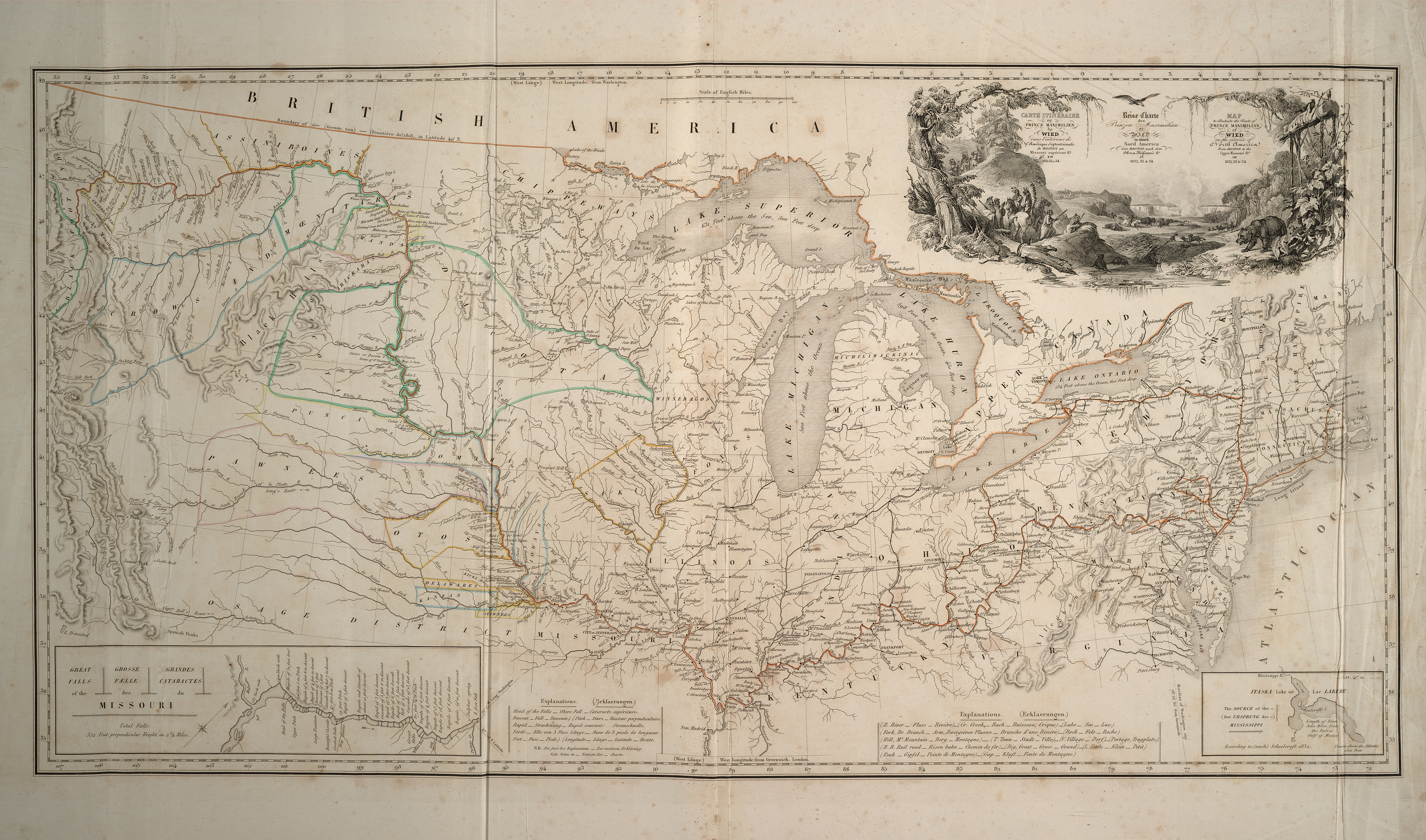
Reis door Noord-Amerika.

### Reis door Noord-Amerika
In 1832 reisde hij door de Great Plains van Noord-Amerika in gezelschap van de kunstschilder Karl Bodmer en de jager en preparateur David Dreidoppel. Ze kwamen tot aan de Missouri. Hij beschreef op een welwillende en meevoelende manier diverse indianenstammen waaronder de Mandan. Hij was de eerste die hun taal uitgebreid beschreef. De Mandan en de Hidatsa woonden in permanente nederzettingen aan de oevers van de Missouri. Zij bestudeerden ook nomadisch levende volkeren zoals de Sioux, Assiniboine, Plains Cree, Gros Ventre en Blackfoot. De aquarellen die Bodmer maakte van personen, voorwerpen en gebruiken van de diverse volkeren worden gerekend tot de meest gedetailleerde en informatieve die ooit zijn geschilderd. In de publicatie uit 1840 verschenen zij als met de hand ingekleurde afbeeldingen.

## Zijn werk en nalatenschap
Zu Wied overleed in 1867 aan een longontsteking en hij werd bijgezet in het familiegraf van de vorsten van Zu Wied. Zu Wied publiceerde diverse boeken over zijn reizen en beschreef ook tientallen nieuwe soorten planten en dieren. Hij is de soortauteur van onder andere de roodwangschildpad (Trachemys scripta elegans) en de kruisboomkikker (Pseudacris crucifer). Op de IOC World Bird List staan 53 vogelsoorten die door hem voor de wetenschap voor het eerst zijn beschreven, waaronder de zwarte kuifarend (Spizaetus tyrannus) en de blauwkeelparkiet (Pyrrhura cruentata). Als eerbetoon aan hem is er een vogelsoort naar hem vernoemd, het Maximiliaanmargrietje (Pionus maximiliani) en vernoemde de plantkundige Blume een heel geslacht van primitieve orchideeën uit Zuidoost-Azië naar hem, het genus Neuwiedia.

## Publicaties
- Maximilian zu Wied-Neuwied: Reise nach Brasilien in den Jahren 1815 bis 1817, 1820
- Maximilian zu Wied-Neuwied: Beiträge zur Naturgeschichte Brasiliens, 1824
- Maximilian zu Wied-Neuwied: Brasilien, Nachträge, Berichtigungen, Zusätze, 1850
- Maximilian zu Wied-Neuwied: Unveröffentlichte Bilder und Handschriften zur Völkerkunde Brasiliens. Uitgever: Josef Röder and Hermann Trimborn. Bonn 1954.
- Maximilian zu Wied-Neuwied: Maximilian Prince of Wied’s Travels in the Interior of North America, during the years 1832–1834. Achermann & Comp., London 1843-1844
- Maximilian zu Wied-Neuwied: Maximilian Prince of Wied’s Travels in the Interior of North America, during the years 1832–1834. In: Early Western Travels, 1748-1848, 1906, (vol. 22-25) van Reuben Gold Thwaites.

### Over de aquarellen van Bodmer
- David C. Hunt, William J. Orr, W. H. Goetzmann (red.): Karl Bodmer's America. Joslyn Art Museum, Omaha (Nebraska) 1984. ISBN 0-8032-1185-6.

- Bibsys: 90146612
- Bibliothèque nationale de France: cb12804968w (data)
- Author citation (botany): Wied-Neuw.
- Gemeinsame Normdatei: 118632388
- International Standard Name Identifier: 0000 0001 0890 0773
- Library of Congress Control Number: n80056915
- Nationale Bibliotheek van Tsjechië: kup20020000111325
- Nationale bibliotheek van Australië: 35606724
- Nationale Bibliotheek van Israël: 987007421694105171
- Nationale Bibliotheek van Polen: a0000001796612
- Nationale en Universitaire bibliotheek Zagreb: 000455330
- Nederlandse Thesaurus van Auteursnamen: 068895127
- Réseau des bibliothèques de Suisse occidentale: 02-A000176464
- RKD-Nederlands Instituut voor Kunstgeschiedenis: 361844
- SNAC: w67m0t95
- Système universitaire de documentation: 056542445
- Trove: 1012717
- Virtual International Authority File: 39504469
- WorldCat: E39PBJjhx3PdpWQpMHGRBqqCwC